# The Red Shoes (2005)
The Red Shoes (Originaltitel: Bunhongsin) ist ein südkoreanischer Horrorfilm aus dem Jahr 2005. Das Drehbuch stammt von dem Autor Kim Yong-gyun, der auch die Regie zu dem Film führte. Kim Yong-gyun wurde inspiriert von dem Märchen Die roten Schuhe von Hans Christian Andersen.

## Handlung
Nachdem Sun-jae herausfindet, dass ihr Ehemann sie betrügt, zieht sie mit ihrer Tochter Han Tae-soo in ein heruntergekommenes Apartment an der Goksung Station. Während sie in der U-Bahn nach Hause fährt, findet Sun-jae ein Paar rote Schuhe und nimmt sie mit in ihr Apartment. Die Schuhe üben eine merkwürdige Anziehungskraft auf die Mutter und ihre Tochter aus, so dass die beiden eine Art Besessenheit für die roten Schuhe entwickeln und sich vermehrt seltsam benehmen. Eifersucht und Habgier treten bei den beiden auf. Tae-soo nimmt schließlich ihrer Mutter die Schuhe weg und zieht sich immer mehr aus ihrer Umwelt zurück. Nach dem Tod einer Freundin versucht Sun-jae die Hintergründe der geheimnisvollen Schuhe zu ergründen, um ihre Tochter vor einem Unheil zu schützen. Sie findet heraus, dass die Schuhe verflucht sind und ein schreckliches Geheimnis tragen. Zusammen mit ihrem neuen Freund Cho In-cheol macht sie sich auf die Suche nach dem Modell auf dem Werbeplakat, welches darauf die roten Schuhe in den Händen hält. Dabei befragt sie auch eine Studentin, welche ebenfalls die Schuhe getragen hatte, jedoch nicht gestorben ist. Dabei stellt sich heraus, dass immer die Person stirbt, welche die Schuhe einer anderen Person wegnehmen möchte. Aus demselben Grund hat auch Sun-jae ihren Ehemann und dessen Geliebte umgebracht, mit der er sie betrogen hat. Als In-cheol sie darauf anspricht ermordet sie auch ihn und hängt ihn an der Wand in seinem Apartment neben einer Zeichnung auf, die sie darstellt. Sun-jae möchte sich nun auch an ihrer Tochter rächen, da diese ihr ebenfalls die roten Schuhe weggenommen hat. Sie verfolgt sie bis zum Gleis der nahegelegenen U-Bahn-Station. Tae-soo steht dicht an der Kante der Plattform und wird vom einfahrenden Zug in das Gleisbett gezogen. Zunächst betroffen vom Tod ihrer Tochter macht sich Sun-jae Vorwürfe, zeigt daraufhin jedoch ihr wahres Gesicht und läuft dämonisch lachend durch den leeren U-Bahn-Tunnel. Sun-jaes Besessenheit von Schuhen 
ging so weit, dass sie dafür mehrere Personen umbrachte.

## Synchronisation
| Rolle         | Darsteller   | Synchronsprecher                                   |
| ------------- | ------------ | -------------------------------------------------- |
| Cho In-cheol  | Kim Sung-soo | Dennis Schmidt-Foß                                 |
| Han Sun-jae   | Kim Hye-soo  | Diana Borgwardt                                    |
| Han Sung-joon | Lee Eol      | Rainer Doering                                     |
| Kim Mi-hee    | Go Soo-hee   | Sabine Winterfeldt                                 |
| Kommissar     | Jo Duk-je    | Rainer Doering (1. Stimme) Dirk Müller (2. Stimme) |

## Rezeption
Der Film erhielt überwiegend ausgeglichene Kritiken und erzielte bei IMDb eine durchschnittliche Bewertung von 5,7 der möglichen 10 Punkte. Das Lexikon des internationalen Films urteilt: „Enttäuschender Horrorfilm auf Grundlage des Andersen-Märchens, der allzu ideenarm eine wenig inspirierte Geistergeschichte erzählt.“